# Filene's
Filene's (formeel William Filene & Sons Co.) was een Amerikaanse warenhuisketen, die in 1881 werd opgericht door William Filene. Het succes van het oorspronkelijke volledig assortimentswarenhuis in Boston, Massachusetts, werd aangevuld met de oprichting van de off-price dochteronderneming Filene's Basement in 1908. Samen met Abraham & Straus, Lazarus en Shillito's, was Filene's een van de oorspronkelijke leden van holding Federated Department Stores bij de oprichting in 1929.
Filene's breidde zich uit naar winkelcentra in heel New England en New York in de tweede helft van de twintigste eeuw, en werd geëvenaard door het in Boston gevestigde warenhuis Jordan Marsh. Federated Department Stores verkocht Filene's aan The May Department Stores Company en verzelfstandigde Filene's Basement in een apart bedrijf in 1988. In 1992 werd het in Hartford gevestigde warenhuis G. Fox & Co. omgedoopt tot Filene's en in 1994 werd Steiger's omgedoopt tot Filene's. In 2002 werd de in Pittsburgh gevestigde warenhuisketen Kaufmann's overgenomen.
May werd zelf in 2005 overgenomen door Federated Department Stores, waarmee een einde kwam aan het merk Filene's. De meeste winkels werden in september 2006 omgedoopt tot Macy's uit Cincinnati, eigendom van de Federated Department Stores. In 2007 werd Federated Department Stores zelf omgedoopt tot Macy's, Inc. De voormalige vlaggenschipwinkel van Filene in Downtown Crossing in Boston staat vermeld in het National Register of Historic Places; de huidige huurders zijn reclamebureaus Arnold Worldwide en Havas Media, en fast fashion retailer Primark. 
Dit gebouw werd in 2006 door de Boston Landmarks Commission aangewezen als Boston Landmark .

## Geschiedenis

### Vroege geschiedenis

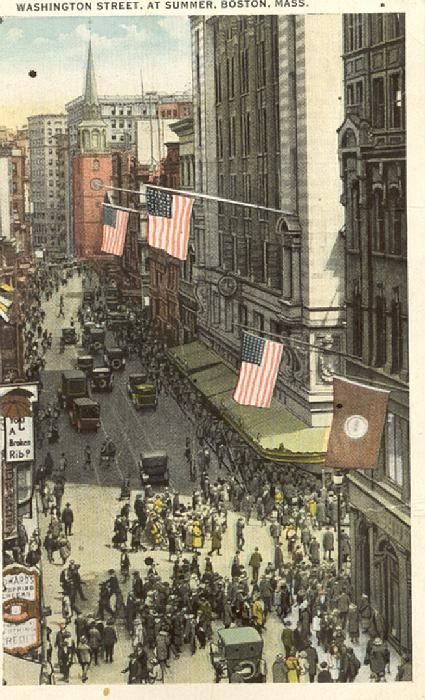
Winkelend publiek bij Filene's (midden rechts) op Washington Street in Boston.

In 1881 opende William Filene een winkel, als voorloper van de warenhuisketen. Filene was een Duits-joodse immigrant uit Posen, Pruisen (nu Poznań in Polen), die in 1848 emigreerde naar Boston. Hoewel William Filene wordt aangemerkt als oprichter van Filene's, waren het zijn zonen, Edward Filene en Abraham Lincoln Filene, die het bedrijf enorm uitbreidden. Edward en Lincoln waren twee van de bekendste zakenlieden in Amerika en waren verantwoordelijk voor het ombouwen van de kledingwinkel van hun vader tot een van de grootste warenhuizen van het land. De twee zonen namen de leiding van de winkel over in 1891 en erfden de winkel na het overlijden van hun vader in 1901. Daardoor stond het bedrijf bekend als William Filene's Sons & Company. 
In 1908 werd Filene's Basement geopend als een manier om overtollige koopwaar uit het bovengelegen warenhuis te verkopen. Edward ontwikkelde ook een automatisch afprijsschema om de prijs van goederen te verlagen, dat daarna tientallen jaren werd gebruikt. Edwards invloed bezorgde Filene's al vroeg een reputatie als een klantgerichte winkel met slogans als "niet goed, geld terug".
Een nieuwe hoofdwinkel, Filene's Department Store, werd in 1912 voltooid in Boston op de hoek van Washington Street en Summer Street. Het pand was een het laatste grote ontwerp vanDaniel Burnham, een architect uit Chicago. In 1929 breidde Filene's het hoofdgebouw uit en veranderde het bouwblok rond Washington, Summer, Hawley en Franklin Street in één warenhuis. 
Filene's is ook een van de oprichters van de International Association of warenhuizen in 1928, een organisatie die nog steeds actief is.

### 1929–1987: onder Federated Department Stores

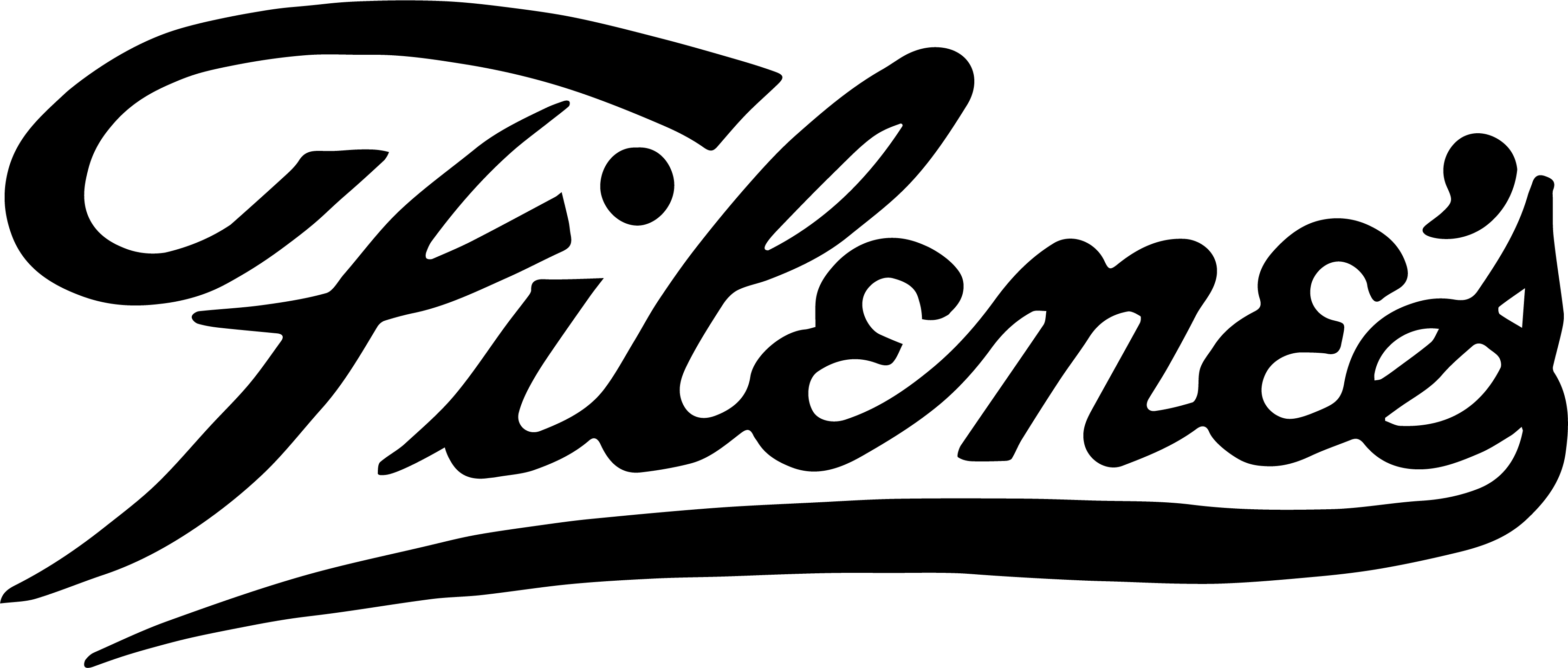
Filene's logo gebruikt vanaf 1929.

Eveneens in 1929 stichtte Filene samen met Abraham & Straus en Lazarus de Federated Department Stores. Van de jaren 1930 tot en met de jaren 1990 bleef Filene uitbreiden buiten New England, terwijl de bevolking groeide en zich aanpaste aan nieuwe winkelcentra. Filene's belangrijkste concurrent in deze periode was Jordan Marsh. Deze keten had net als Filene's zijn hoofdwinkel in Downtown Crossing in Boston en begon ook met de opening van filialen in winkelcentra. In 1947 werd de handelsnaam Filene's Basement voor het eerst gebruikt voor een jaarlijkse verkoop van bruidsjurken. Productlijnen rond het winkelmerk maakten het warenhuis beroemd.

### 1988–2004: onder May Department Stores Co.
In 1988, na de leveraged buy-out van Federated Department Stores door het Canadese Campeau Corp., werd de divisie samen met Foley's uit Houston verkocht aan May Department Stores Co. Op dat moment werden de handelsnamen Filene's en Filene's Basement losgekoppeld.
In 1992 werd G. Fox & Co. uit Hartford, Connecticut opgenomen in de Filene's-divisie en in 1994 Steiger's.  In de jaren negentig verdubbelde het bedrijf zich toen May Department Stores Co. investeerde in nieuwe winkels en het product- en prijsassortiment van Filene's breder werd. In 2002 nam Filene's de exploitatie over van de Kaufmann's-winkels in Ohio, Pennsylvania, West Virginia en de westelijke staat New York.

### 2005-2006: Fusie Federated-May en opheffing
Na speculatie sinds het begin van de jaren 2000, kondigde  Federated Department Stores in februari 2005 de geplande overname van May Department Stores aan. Het vermoeden dat de naam May zou worden vervangen door Macy's, dat ook eigendom was van Federated Department Stores werd bevestigd. Hierbij werd verwezen naar het succes bij het hernoemen van andere regionale warenhuizen van Federated naar Macy's. Daar kwam bij dat de exploitatie van de regionale winkelketens onder hetzelfde merk kostenvoordeel had bij het adverteren als landelijk dezelfde merknaam werd gehanteerd. De omzetting van alle warenhuizen binnen de Federated Department Stores groep naar Macy's werd inderdaad in juli 2005  bevestigd en de fusie werd in augustus van dat jaar voltooid. 
Federated ging door met het afstoten van overlappende warenhuizen in winkelcentra waar zowel Filene's als Macy's aanwezig waren. Voorafgaand aan de samenvoeging exploiteerde Filene's 47 locaties in Connecticut, Maine, Massachusetts, New Hampshire, New York, Rhode Island en Vermont. Met betrekking tot Downtown Crossing was het bedrijf echter onzeker of Filene's of het naburige Macy's (dat voorheen de voormalige vlaggenschipwinkel van Jordan Marsh was) zou worden behouden. De toenmalige burgemeester van Boston, Thomas Menino, sprak zijn voorkeur uit voor het gebouw van Filene's. Uiteindelijk werd de bestaande Macy's-locatie intact gelaten en werd de Filene's-winkel in 2006 gesloten.
De laatst overgebleven Filene's-winkels sloten op 9 september 2006. Met de overname van May, was Macy's een nationale warenhuisketen geworden met meer dan 800 winkels. Nadat de toenmalige CEO Terry Lundgren in 2007 de goedkeuring van de aandeelhouders had gekregen dat Federated zelf omgedoopt zou worden tot Macy's, Inc., gaf Terry Lundgren toe dat het bedrijf het moeilijk had door "de zeer snel doorgevoerde veranderingen in de May-winkels".

## Nalatenschap

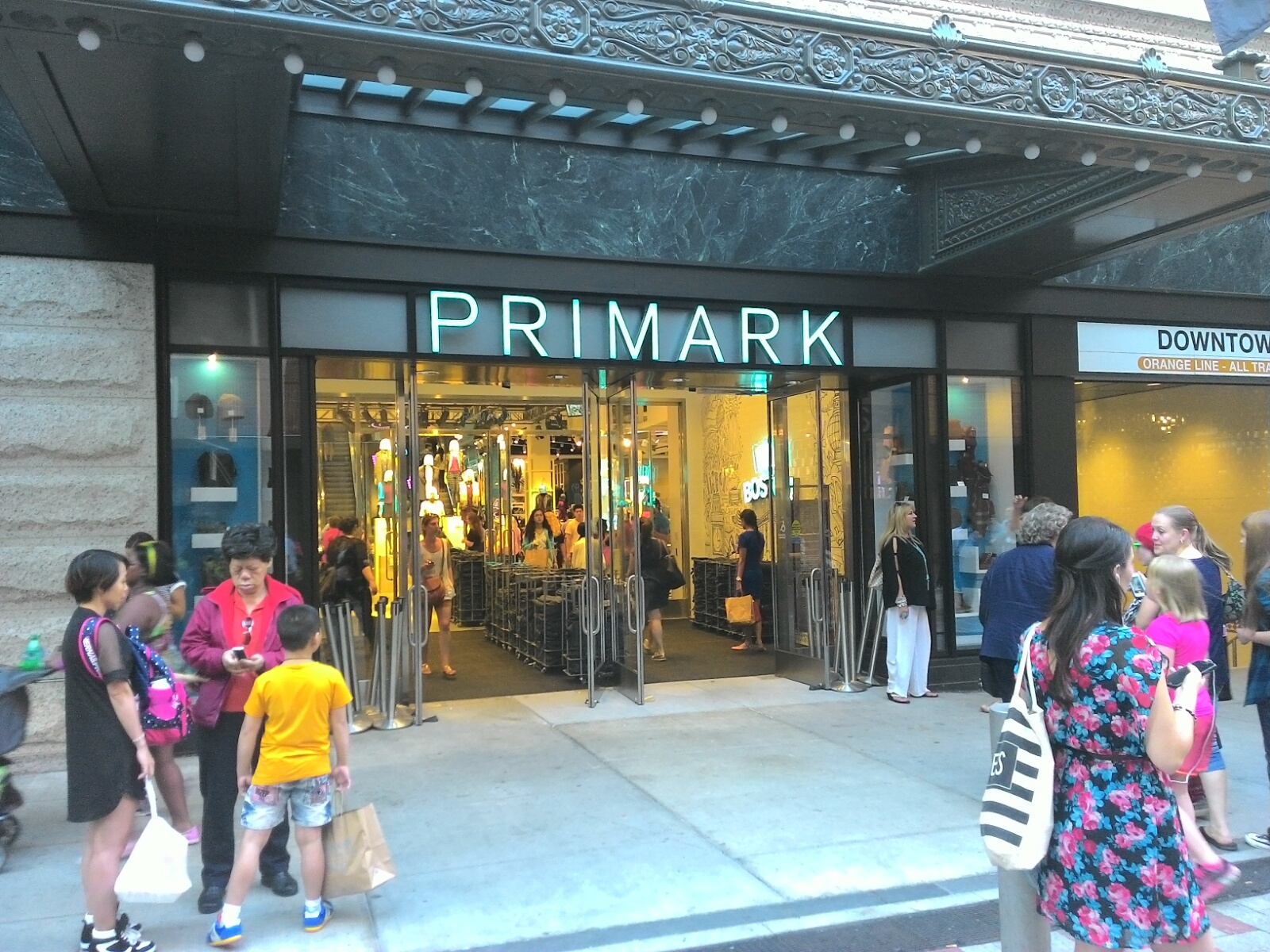
Primark's vlaggenschipwinkel in het voormalige warenhuis van Filene (2015)

Toen Filene's sloot, stemde de Boston Landmarks Commission unaniem voor de bescherming van de twee oudste gebouwen waarin Filene's was gehuisvest, de belangrijkste winkel uit 1912 en een voormalig gebouw van een glaswerk- en porseleinwinkel uit 1905 op de tegenoverliggende hoek. Twee nieuwere gebouwen, gebouwd in 1951 en 1973, werden in 2008 gesloopt.
Hoewel veel inwoners van Boston het een gevoelig verlies vonden, protesteerde het publiek niet tegen de sluiting. Dit in tegenstelling tot de sluiting van Marshall Field's in Chicago en Kaufmann's in Pittsburgh. Boston had al veel lokale bedrijven verloren aan grotere bedrijven in de regio, met name in New York, waaronder de overname van de Boston Globe door The New York Times en de overname van de Bank of Boston en Fleet Bank door de Bank of America. De Boston Landmarks Commission beschermde alleen de façade van de gebouwen, waardoor ontwikkelaars het interieur van het gebouw konden verwijderen, inclusief de originele lambrisering die in 1912 was geïnstalleerd. Toen het project geen geld meer had, werden de gebouwen volledig gestript.